# Pycnophallium xisana
Pycnophallium xisana är en fjärilsart som beskrevs av Hans Fruhstorfer 1918. Pycnophallium xisana ingår i släktet Pycnophallium och familjen juvelvingar. Inga underarter finns listade.